# Barranquilla Open 2023
Il Barranquilla Open 2023 è un torneo femminile di tennis giocato sui campi in cemento. È la 2ª edizione del torneo, la prima facente parte della categoria WTA 125 nell'ambito del WTA Challenger Tour 2023. Si gioca al Parque Distrital de Raquetas di Barranquilla in Colombia dal 14 al 20 agosto 2023.

## Partecipanti al singolare

### Teste di serie
| Nazionalità | Giocatrice                | Ranking* | Testa di serie |
| ----------- | ------------------------- | -------- | -------------- |
| Germania    | Tatjana Maria             | 56       | 1              |
| Slovacchia  | Anna Karolína Schmiedlová | 73       | 2              |
| Stati Uniti | Caroline Dolehide         | 108      | 2              |
| Spagna      | Aliona Bolsova            | 116      | 4              |
| Ungheria    | Panna Udvardy             | 126      | 5              |
| Svizzera    | Simona Waltert            | 134      | 6              |
| Argentina   | Julia Riera               | 141      | 7              |
| Brasile     | Laura Pigossi             | 144      | 8              |

* Ranking al 7 agosto 2023.

### Altre partecipanti
Le seguenti giocatrici hanno ricevuto una wild card per il tabellone principale:
- María Herazo González
- Sabine Lisicki
- Yuliana Monroy
- María Paulina Pérez García

Le seguenti giocatrici sono passate dalle qualificazioni:
- Jasmin Jebawy
- Katarina Kozarov
- Varvara Lepchenko
- Alana Smith

## Partecipanti al doppio

### Teste di serie
| Nazione | Giocatrice     | Nazione | Giocatrice           | Rank1 | Seed |
| ------- | -------------- | ------- | -------------------- | ----- | ---- |
|         | Jana Sizikova  | Belgio  | Kimberley Zimmermann | 106   | 1    |
| Spagna  | Aliona Bolsova |         | Irina Chromačëva     | 154   | 2    |

* Ranking al 7 agosto 2023.

### Altre partecipanti
La seguente coppia di giocatrici ha ricevuto una wild card per il tabellone principale:
- María Herazo González /  Amandine Hesse

## Campionesse

### Singolare
Tatjana Maria ha sconfitto in finale  Fiona Ferro con il punteggio di 6-1, 6-2.

### Doppio
Valentini Grammatikopoulou /  Despoina Papamichaīl hanno sconfitto in finale  Yuliana Lizarazo /  María Paulina Pérez García con il punteggio di 7-6(2), 7-5.